# 高桑美子
高桑 美子（たかくわ よしこ、1941年3月21日 - 2016年11月7日）は、日本の英文学者。津田塾大学名誉教授。

## 生涯
1963年津田塾大学英文学科卒業。1967年アメリカ合衆国ブリンマー大学大学院修士課程修了、1969年東京大学大学院博士課程満期退学、津田塾大学文学部専任講師、1973年助教授、1985年教授。2012年定年。
2016年11月7日、誤嚥性肺炎のため死去。

## 人物
- 夫は法学者の高桑昭。
- 皇太子徳仁親王の英語教師を務め、日本英文学会理事などを歴任した[2]。

## 著書

### 単著
- 高桑美子『ジョン・ファウルズを読む』大阪教育図書、2008年11月。ISBN 978-4271117810。

### 共編著
- 川本静子、高桑美子、亀田帛子『津田梅子の娘たち―ひと粒の種子から』ドメス出版、2001年3月。ISBN 978-4810705355。

## 翻訳
- トマス・ハーディ 著、高桑美子、内田能嗣共監訳 訳『トマス・ハーディ短編全集；第2巻 『貴婦人たちの物語』』大阪教育図書、2003年6月。ISBN 4271114472。
- トマス・ハーディ 著、高桑美子 訳『トマス・ハーディ短編全集；第12巻  『ダーバヴィル家のテス』』大阪教育図書、2011年5月。ISBN 978-4271310020。